# AX (アニメ雑誌)
AXは、かつてソニー・マガジンズ（現エムオン・エンタテインメント）から刊行されていたアニメ雑誌。
本誌創刊の同時期から刊行されている青林工藝舎の漫画雑誌『アックス』との関連性は無い。
『新世紀エヴァンゲリオン』『もののけ姫』の大ヒットによるアニメブームにのって1998年3月に同年4月号として創刊された。ソニー・マガジンズのコミック事業からの撤退に伴い2001年10月に同年11月号をもって休刊した。通巻44号。
創刊号は520円と、ライバル雑誌の620円の『アニメージュ』、530円の『ニュータイプ』などに比べ安価だった。表紙に当時人気のテレビアニメ『機動戦艦ナデシコ』の人気キャラクター、ホシノ・ルリを起用したことから、店頭で売り切れが続出したという。
誌面については、先行誌の『ニュータイプ』と同じくグラビア重視の編集方針で同一の判型だったことから、『ニュータイプ』にそっくりだとの感想も見られた。
アニメ部門やゲーム部門を持つソニーグループのメディアミックスの一翼を担い、同誌で連載された『Serial experiments lain』はアニメ版が第二回文化庁メディア芸術祭アニメーション部門優秀賞受賞など高い評価を受けた。また、ソニー・ピクチャーズ エンタテインメントが出資しているアニメ専門チャンネルアニマックスでは、2000年3月から月に1回『AX情報局』という情報番組を放送し、編集長が出演した。
アニメ雑誌としては、いち早くCD-ROMやDVDを付録に採用したことも特徴の一つであった。2000年頃からは定価を880円とし、アニメやゲームのプロモーション映像やオリジナル企画のインタビューやイベントレポートを収録したDVDが毎月付録につくようになった。
編集長には学研のOVA専門誌『アニメV』の副編集長だった水間英樹が就任し、アニメ関連の編集プロダクションのスタジオハードが編集に参加していた。